# Хаджи Димитр (станция метро)
Хаджи Димитр (болг. Хаджи Димитър) — самая восточная конечная станция линии М3 Софийского метрополитена. Была открыта 26 августа 2020 года в составе первого пускового участка Хаджи Димитр — Красное село линии М3.

## Описание
Станция расположена под бульваром Владимир Вазов в одноименном микрорайон. Платформы имеют длину 105 м, ширину 4,5 м. Архитектор Константин Косев. Архитектурно станция выполнена в двух цветах: голубом и бежевом. Пол станции сделан из армированного гранита бежевого цвета, стены облицованы светло-бежевым и голубым гранитом, выполненными в виде наклонных фигур, обрамленных широкими стыками эталбонда. На станции установлены прозрачные автоматические платформенные ворота высотой 1,6 м с нержавеющими окантовками и 40-сантиметровыми полосами из гладкой нержавеющей стали внизу. 